# Elmore Spencer
Elmore Spencer (Atlanta, 6 dicembre 1969) è un ex cestista statunitense, professionista nella NBA.

## Carriera
È stato selezionato dai Los Angeles Clippers al primo giro del Draft NBA 1992 (25ª scelta assoluta).

## Palmarès
- McDonald's All-American Game (1987)